# Onze Lieve Vrouwekerkhof (Soest)
Het Onze Lieve Vrouwekerkhof is een gemeentelijk monument aan de Kerkhoflaan achter de Rademakerstraat 75 in Soesterberg in de gemeente Soest in de provincie Utrecht.

## Bosch van Drakenstein
De begraafplaats werd kort na de stichting van de parochie Heilige Carolus Borromeus aangelegd aan de Kerklaan. De grond werd geschonken door mevrouw Bosch van Drakenstein. Zij woonde op het buiten Sterrenburg tussen Zeist en Soesterberg. Voor de familie werden twee velden gereserveerd. Hier werden in de loop der tijd veel familieleden begraven. De hoofdas van het veld eindigt in een groot kruis op de begraafplaats van pastoor Rademaker. Rademaker was tot 1872 pastoor van de katholieke parochie Carolus Borromeus. De grafmonumenten van de familie Bosch van Drakenstein nemen een opvallende plaats in.

## Eerste Wereldoorlog
Op het terrein is een massagraf van Franse burgers die in de Eerste Wereldoorlog waren gevlucht naar gebieden die door de Duitsers waren bezet. Het hardstenen monument voor de gesneuvelden staat in het midden van het terrein. Aan weerszijden van het grote kruis liggen platen met de tekst: In Memoriam Aux Refugies Français morts aux Pays-Bas 1914-1918. Op de platen staan 98 namen vermeld. Daaronder bevinden sinds 1935 ook de resten 21 Franse militairen die tijdens de repatriëring uit Duitse krijgsgevangenkampen, in 1918 en 1919, in Nederland aan de Spaanse griep zijn overleden.